# Esfigmenouklooster

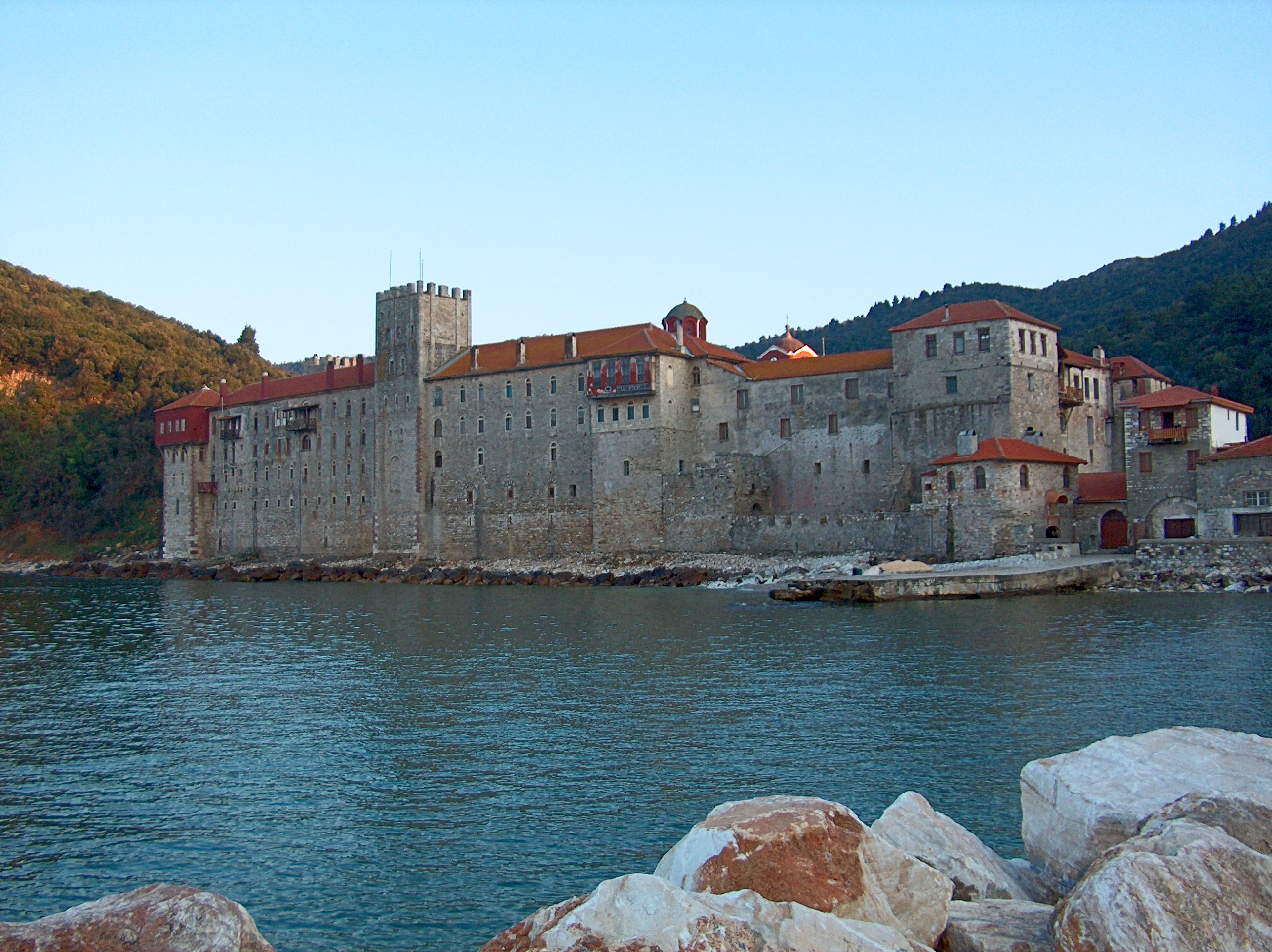
Esfigmenou in 2006

Het Esfigmenouklooster (Grieks: Μονή Εσφιγμένου) is een Grieks-orthodox klooster op het schiereiland Athos. Het is niet bekend wanneer het klooster precies is gesticht. Met zekerheid bestond het reeds in 998, maar volgens de traditie zou het gebouw uit de 5e eeuw stammen en te herleiden zijn tot keizer Theodosius II en diens zus Pulcheria. Bewaarde documenten tonen de opvolging van abten van het klooster van 998 tot aan de Ottomaanse verovering, hetwelk de ononderbroken continuïteit van het klooster tijdens de Byzantijnse periode laat zien. 

## Kloostercomplex
De meeste gebouwen van het complex dateren uit 1804-1861. Op een plattegrond toont zij een rechthoekige vorm. De poort voor degenen die vanaf de zee binnenkomen, gelegen aan de noordzijde, betreft de oude poort van het klooster. De hoofdingang bevindt zich centraal op de zuidvleugel. Bij deze ingang staan twee marmeren zuilen van de legendarische katholikon van het klooster van Pulcheria, welke op ongeveer vijfhonderd meter ten noorden van het Esfigmenou klooster ligt. Deze zuilen zijn bedekt met fresco's van volkskunst uit 1861. Hierboven staat de centrale toren van deze vleugel welke dateert uit 1854. Op de bovenste verdieping staat een klokkentoren met een klok aan de vier zijden, gebouwd in Wenen in 1856. Het klooster heeft vijf andere torens aan de muur.